# سوزان برنارد
سوزان برنارد (بالفرنسية: Suzanne Bernard)‏ هي طيارة فرنسية، ولدت في 1892 في تروا في فرنسا، وتوفيت في 10 مارس 1912 في إيتامبس في فرنسا بسبب حوادث الطيران.